# Осипов, Александр Алексеевич
Александр Алексеевич Осипов (20 мая 1908, с. Спасское, Владимирская губерния, Российская империя — 6 октября 1972, Ленинград, СССР) — советский военачальник, генерал-майор авиации (03.08.1953).

## Биография
Родился 20 мая 1908 года в селе Спасское, ныне в составе Рождественского сельского поселения, в Собинском районе, Владимирская область. Русский.

## Военная служба
В октябре 1930 года Осипов был призван в РККА и зачислен в команду одногодичников 79-го стрелкового полка БВО. По прохождении курса обучения 30 октября 1931 года был оставлен в кадрах Красной армии. В конце ноября направлен в 87-й стрелковый полк 27-й стрелковой дивизии БВО на должность командира взвода.
В мае 1932 года командирован за стажировку в 18-ю авиаэскадрилью в качестве летчика-наблюдателя, в июне был зачислен курсантом во 2-ю военную школу летчиков им. Осоавиахима СССР. В феврале 1933 года окончил её и был назначен командиром звена в 116-ю истребительную авиаэскадрилью ВВС МВО.
Постановлением ЦИК СССР от 25 мая 1936 года за войсковые испытания истребителя И-16, а также успехи в боевой подготовке был награждён орденом «Знак Почета».
В мае 1936 года старший лейтенант Осипов назначен инструктором и командиром звена в 8-ю школу пилотов УВО в город Одесса. Через два месяца был зачислен слушателем Военно-воздушной академии РККА им. профессора Н. Е. Жуковского, в 1938 году вступил в ВКП(б). 5 мая 1939 года с отличием окончил её и был направлен флаг-штурманом 60-й истребительной авиабригады ВВС ЗакВО в город Баку.
С августа 1940 года исполнял должность штурмана 27-й истребительной авиадивизии ВВС. В ноябре переведен на должность помощника командира 36-го истребительного авиаполка, с марта 1941 года вступил в командование этим полком.

### Великая Отечественная война
С началом Великой Отечественной войны до августа 1941 года полк под командованием майора Осипова входил в состав 8-го истребительного авиакорпуса ПВО, сформированного в городе Баку на базе 27-й и 71-й истребительных авиадивизий для противовоздушной обороны военно-промышленных объектов Северного Кавказа и Закавказья. Затем он был подчинен командованию ВВС 47-й армии и участвовал в походе в Иран. Основными задачами полка были обеспечение действий наземных войск, дежурство на земле и патрулирование в воздухе. В октябре полк был перебазирован на территорию Западной Грузии. Здесь он вошел в состав 25-й истребительной авиадивизии и выполнял задачи по прикрытию военно-морских баз Поти и Сухуми.
С конца ноября 1941 года полк в составе 51-й армии Северо-Кавказского фронта. В том же месяце временно находился в подчинении 56-й армии Южного фронта, в составе которой принимал участие в Ростовской наступательной операции и освобождении города Ростов-на-Дону. Летчики полка выполняли боевые вылеты на штурмовку подходящих резервов противника, уничтожали вражеские самолёты на аэродромах Таганрога и Мариуполя, обеспечивали с воздуха наземные войска, вели воздушную разведку, сопровождали бомбардировщики на боевые вылеты. Часть сил полка в конце декабря 1941 — начале января 1942 года привлекалась в Керченско-Феодосийской десантной операции.
В феврале 1942 года полк вошел в состав ВВС Крымского фронта и участвовал в боях на Крымском полуострове, вел боевую работу на линии Акмонайских позиций. После эвакуации на Таманский полуостров он вошел в состав 5-й воздушной армии Северо-Кавказского фронта, затем Приморской группы войск и вел бои на Кубани, под Ростовом-на-Дону, на новороссийском и туапсинском направлениях. 8 февраля 1943 г. за успешную боевую работу полк был переименован в 57-й гвардейский истребительный авиаполк.
С декабря 1942 по апрель 1943 года полк находился в 25-м запасном авиаполку, где пополнялся летным составом и новой материальной частью. Затем он вошел в подчинение 4-й воздушной армии Северо-Кавказского фронта и участвовал в воздушных сражениях на Кубани.
В октябре 1943 году подполковник Осипов принял командование 329-й истребительной авиадивизией, на вооружении которой находились истребители «Аэрокобра». В ноябре её части обеспечивали высадку десанта северо-восточнее и южнее Керчи в ходе Керченско-Эльтигенской десантной операции, затем вели боевые действия по расширению плацдармов и овладению Крымским полуостровом.
В конце апреля 1944 года дивизия в составе армии была передана 2-му Белорусскому фронту и участвовала в наступательных операциях на наревском направлении, поддерживала войска фронта в Белорусской, Восточно-Прусской, Восточно-Померанской и Берлинской наступательных операциях. В течение 5 месяцев её части обеспечивали боевые действия 5-го бомбардировочного авиакорпуса. За успешное выполнение боевых заданий командования при взятии города Данциг дивизия была награждена орденом Красного Знамени. Лично полковник Осипов имел на своем счету к концу войны 100 успешных боевых вылетов.
За время войны комдив Осипов был семь раз персонально упомянут в благодарственных в приказах Верховного Главнокомандующего.

### Послевоенное время
После войны продолжал командовать 329-й истребительной авиационной Керченской Краснознаменной дивизией до её расформирования (15.01.1946).
В апреле 1946 года назначен командиром 275-й истребительной авиационной Пушкинской Краснознаменной дивизии в составе 13-й воздушной армии ЛВО.
В декабре 1946 года переведен на Камчатку на должность командира 128-й истребительной авиадивизии 10-й воздушной армии.
С ноября 1949 года — слушатель Высшей военной академии им. К. Е. Ворошилова. В декабре 1951 года окончил её и был назначен командиром 58-го истребительного авиакорпуса.
С июня 1952 года командовал войсками Белорусского приграничного района воздушной обороны, одновременно являясь заместителем командующего 26-й воздушной армией, с августа 1953 года исполнял должность заместителя командующего этой армией по ПВО.
С 30 ноября 1955 года по 20 марта 1957 года был старшим военным советником командующего Чехословацкой народной армии. По возвращении в СССР назначен заместителем командующего по ПВО 30-й воздушной армии ПрибВО.
С декабря 1957 года — начальник военной кафедры Ленинградского гидрометеорологического института.
В ноябре 1968 года генерал-майор авиации Осипов уволен в отставку.

## Награды
- два ордена Ленина (17.10.1942[4], 26.10.1955[5])
- два ордена Красного Знамени (28.04.1942[6], 15.11.1950[5])
- орден Кутузова II степени (29.05.1945)[7]
- орден Отечественной войны I степени (04.05.1944)[8]
- орден Красной Звезды (10.11.1945)[5]
- орден «Знак Почёта» (25.05.1936)[2]

медали в том числе:
- - «За боевые заслуги» (03.11.1944)[5]
  - «За оборону Севастополя»
  - «За оборону Кавказа» (20.10.1944)[9]
  - «За победу над Германией в Великой Отечественной войне 1941—1945 гг.»
  - «За взятие Кёнигсберга»

Приказы (благодарности) Верховного Главнокомандующего в которых отмечен А. А. Осипов.
- За овладение городом Алленштайн — важным узлом железных и шоссейных дорог я сильно укрепленным опорным пунктом немцев, прикрывающим с юга центральные районы Восточной Пруссии. 22 января 1945 года. № 242.
- За овладение важными опорными пунктами обороны немцев на подступах к Данцигу и Гдыне — городами Тчев (Диршау), Вейхерово (Нойштадт) и выход на побережье Данцигской бухты севернее Гдыни, с занятием города Пуцк (Путциг). 12 марта 1945 года. № 299.
- За овладение городом и крепостью Гданьск (Данциг) — важнейшим портом и первоклассной военно-морской базой немцев на Балтийском море. 30 марта 1945 года. № 319.
- За форсирование восточного и западного Одера южнее Штеттина, прорыв сильно укрепленную оборону немцев на западном берегу Одера и овладение главным городом Померании и крупным морским портом Штеттин, а также занятие городов Гартц, Пенкун, Казеков, Шведт. 26 апреля 1945 года. № 344.
- За овладение городами и важными узлами дорог Анклам, Фридланд, Нойбранденбург, Лихен и вступление на территорию провинции Мекленбург. 29 апреля 1945 года. № 351.
- За овладение городом Свинемюнде — крупным портом и военно-морской базой немцев на Балтийском море. 5 мая 1945 года. № 362.
- За форсирование пролива Штральзундерфарвассер, захват на острове Рюген городов Берген, Гарц, Путбус, Засснитц и полное овладение островом Рюген. 6 мая 1945 года. № 363.

Других государств
- иностранный орден «Орден „Крест Грюнвальда“» III-го класса